# Carme Mateu Quintana
Carme Mateu Quintana (Barcelona, 21 de febrer de 1936 - 23 de gener de 2018) va ser una promotora cultural catalana, presidenta de l'Associació Cultural del Castell de Peralada i organitzadora del Festival Internacional de Música de Peralada.

## Biografia

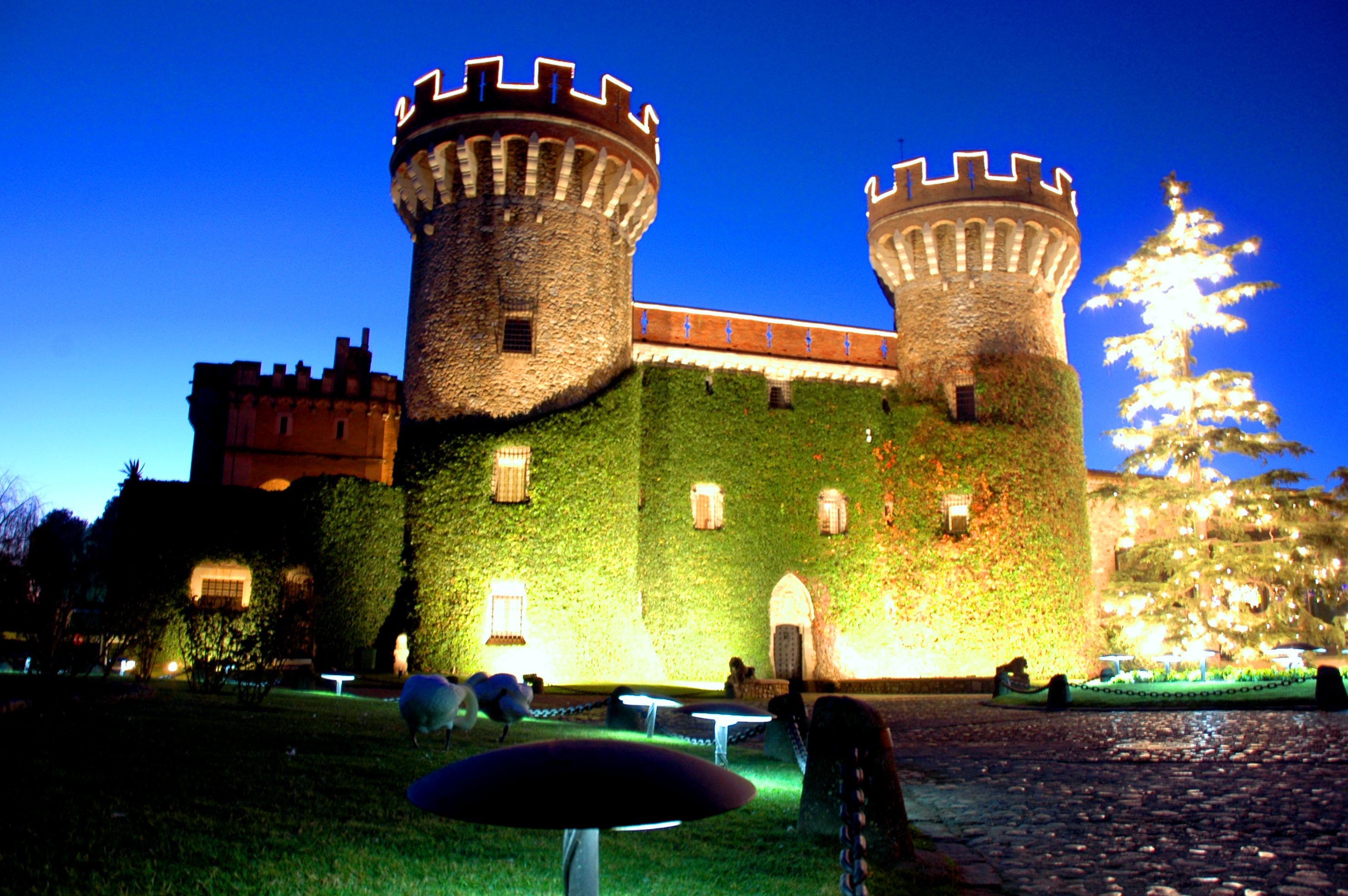
El Castell de Peralada, seu del Festival Internacional de Música de Peralada, fou adquirit el 1923 pel seu pare Miquel Mateu i Pla.

Mateu era filla de Miquel Mateu i Pla, que va ser alcalde de Barcelona (1939-1945), el primer del franquisme, president de la Caixa de Pensions, "la Caixa" (1940-1972), president de la patronal catalana Foment del Treball Nacional (1952-1972) i ambaixador a París, que va dirigir la fàbrica d'automòbils Hispano-Suiza fundada pel seu pare, Damià Mateu i Bisa, que també havia adquirit el 1923 el Castell de Peralada.
Carme Mateu va heretar del seu pare la propietat del Castell de Peralada, on se celebra anualment el Festival Internacional organitzat per l'Associació cultural que ella presidia.
Es va casar el 16 d'octubre de 1957 amb l'empresari Artur Suqué i Puig (fundador d'Inverama - Casinos de Catalunya), amb qui tingué tres fills: Isabel, Javier i Miguel. Juntament amb el seu marit, era propietària del Grup Peralada (Casino de Barcelona, Cellers Castell de Peralada, La Hispano-Suiza, etc.).

## Distincions
L'any 2000 va rebre la Creu de Sant Jordi atorgada per la Generalitat de Catalunya. El 17 de novembre de 2009 se li va lliurar la Medalla d'Or del Cercle del Liceu en una gala homenatge al Saló dels Miralls del Gran Teatre del Liceu. L'any 2011 va ser nomenada filla adoptiva de la localitat de Peralada, per acord unànime del consistori municipal. El Consell de Ministres espanyol li va concedir, el 2017, la Medalla d'Or al Mèrit en les Belles Arts, distinció que hauria recollit el mes següent a la seva defunció.